# Brinkley (Cambridgeshire)
Brinkley è un villaggio e parrocchia civile dell'Inghilterra, appartenente alla contea del Cambridgeshire.